# Chivu Stoica
Chivu Stoica (født 8. august 1908, død 18. februar 1975) var Rumæniens premierminister i 1955-61 og statsoverhoved i 1965-67.
Han kom fra en bondefamilie og mødte den kommunistiske leder Gheorghe Gheorghiu-Dej, da de begge arbejdede som jernbanearbejdere i Griviţa. I 1934 blev de begge fængslet for deres rolle i en strejke.
Stoica var medlem af centralkomitéen i 1945-75, men i de senere år var han politisk blevet skubbet til side af Nicolae Ceauşescu.
I 1975 begik han selvmord. 